# Rendez-vous (Radiosendung)
Das Rendez-vous ist neben dem Echo der Zeit das zweite grosse Radio-Nachrichtenformat des Schweizer Radio und Fernsehens. Es wird von Montag bis Freitag um 12 Uhr 30 auf SRF 1, SRF 2 Kultur, SRF Musikwelle und SRF 4 News gesendet. Die Sendung dauert bis 13 Uhr 30 und beinhaltet Hintergrundberichte aus aller Welt, Reportagen, Interviews sowie einen Nachrichtenblock. Zum Rendez-vous gehört das um 13 Uhr beginnende, knapp dreissig Minuten dauernde Tagesgespräch (SRF), in dem ein Gast zu einem aktuellen Thema interviewt wird. Am Wochenende werden anstelle des Rendez-vous ein verlängerter Nachrichtenblock sowie Sportnachrichten gesendet. Die Sendung kann auch als Podcast abonniert werden.

## Allgemeines
Ivana Pribakovic leitet die Redaktion; weitere Redaktoren und Redaktorinnen sind Brigitte Kramer, Daniel Hofer, Thomas Müller und Philipp Fontana. Zuständig für das Tagesgespräch sind David Karasek und Karoline Arn.
Im Medienqualitätsrating 2020, das vom Stifterverein Medienqualität Schweiz herausgegeben wird, belegt das Rendez-vous nicht nur in der Vergleichsgruppe einen Spitzenplatz, sondern gehört auch zu den Top 3 aller untersuchten 49 Medientitel. In allen vier Qualitätsdimensionen (Relevanz, Vielfalt, Einordnungsleistung, Professionalität) gehört das Rendez-vous zu den jeweils besten drei Radio- und Fernsehsendungen des Landes. Ebenfalls 2020 gewann der im Rendez-Vous ausgestrahlte Beitrag Zittau – mitten in Europa, aber nicht mitten in der EU von Deutschland-Korrespondent Peter Vögeli den Civis – Europas Medienpreis für Integration. Er gewann in der Kategorie Kurze Programme den Civis Audio Award.

## Geschichte
Entstanden ist das Rendez-vous 1968 aus einem ursprünglich zweistündigen Magazin mit zahlreichen Rubriken und Musik. Die Radiosendung stiess von Beginn an auf grosses Interesse, da in der Schweiz traditionellerweise Nachrichten gehört wurden beim Mittagessen. Das Rendez-vous wurde zunächst auf Schweizerdeutsch moderiert. Mit diesem Bruch der bisherigen Gewohnheiten am Radio sollte eine besondere Nähe zu den Hörerinnen und Hörern hergestellt werden. Seit 2007 wird die Sendung auf Hochdeutsch moderiert. Obwohl sich die Lebensgewohnheiten über Mittag verändert haben, ist das Rendez-vous aktuell die reichweitenstärkste Radioinformationssendung der Deutschschweiz. So betrug im Jahr 2020 die Nettoreichweite der Sendung über alle Ausstrahlungssender 610'000 Hörerinnen und Hörer pro Tag. Das entspricht einem Marktanteil von 50,1 Prozent.
Zu den früheren Moderatoren gehören Roland Jeanneret und Daniel Schmidt, die jahrzehntelang durch die Sendung führten, ebenso die frühere SRF1-Chefin Heidi Ungerer, Esther Schneider (SRF2 Kultur) oder Anita Richner (Echo der Zeit, Fokus). Eine der früheren Rendez-vous-Chefinnen war Lis Borner, spätere Chefredaktorin von Radio SRF.
2018 beschloss der Verwaltungsrat der SRG die Redaktion des Rendez-vous 2020 von Bern nach Zürich zu verlegen. Nach Protesten wurde darauf verzichtet, es wurden jedoch SRF 4 News sowie die Nachrichtenredaktion in Zürich zentralisiert.